# Den Crans

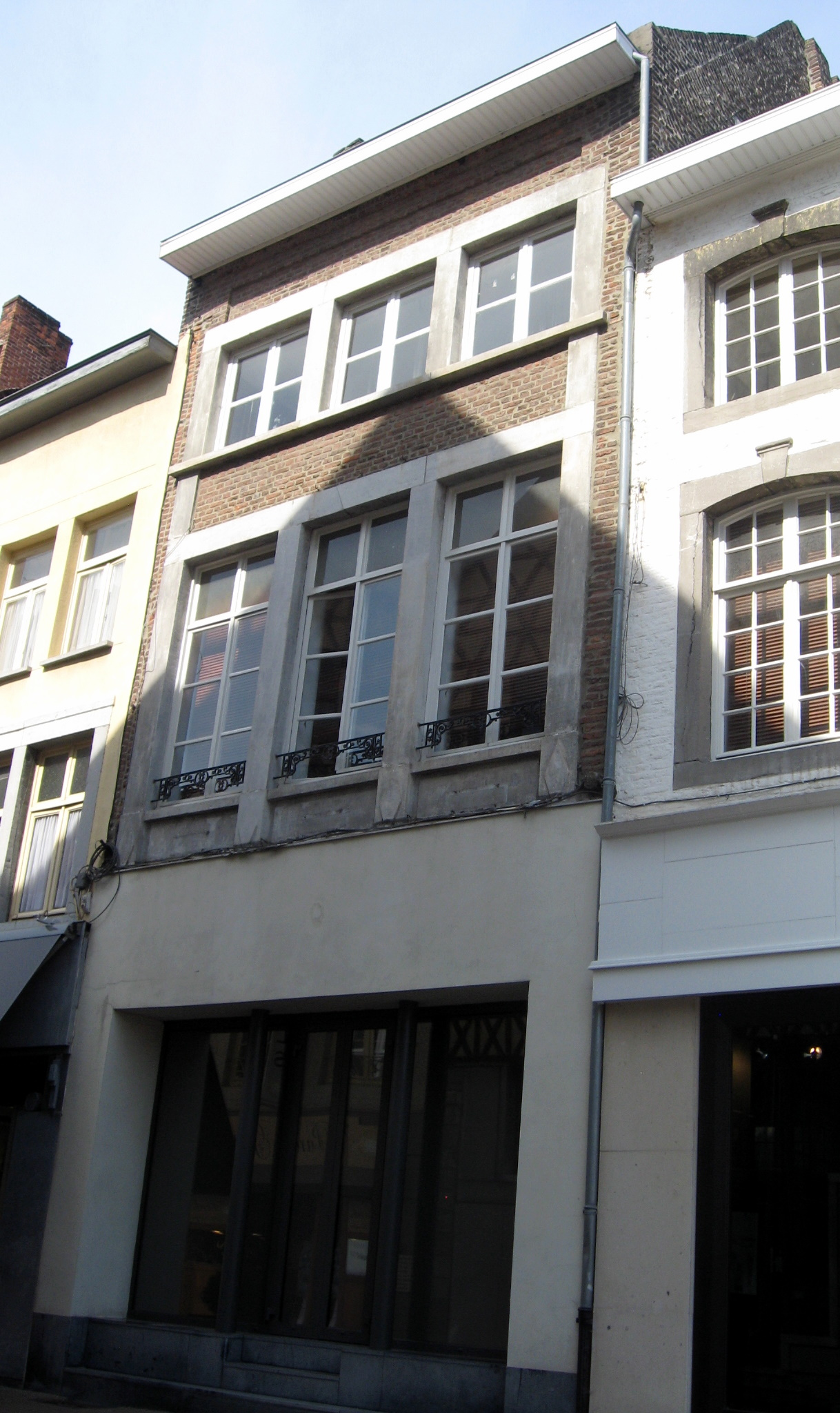
Den Crans

Den Crans is een pand aan de Kapelstraat 1 te Hasselt.

## Geschiedenis
Aanvankelijk stond hier een boerderij van de familie Crants. In 1549 heette het huis De Roesen Crans, in 1853 Den Crans en later ook nog De Roosen Crans.
In de 17e eeuw was hier een herberg. Vanaf midden 19e eeuw huisde er een schoenwinkel en ook later was het een winkelpand, en werd het een kledingzaak.
Het huidige pand stamt uit het midden van de 18e eeuw, maar de benedenverdieping is later sterk verminkt. De gevel van de twee bovenverdiepingen is nog in de oorspronkelijke staat. In 1980 werd het huis geklasseerd als monument.